# Copa da Federação de Futebol da URSS
A Copa da Federação de Futebol da URSS era uma competição organizada pela Federação de futebol da União Soviética que foi realizada entre 1986 e 1990. Participavam exclusivamente os melhores clubes do Campeonato Soviético de Futebol e era similar a Copa da liga que se realizava em outros países, como em Inglaterra. A competição durou até a dissolução da URSS.
O Dnipro Dnipropetrovsk da Ucrânia, foi a única equipa que ganhou a competição mais que uma vez, neste caso 2 vezes.

## Finais
| Temporada | Campeón               | Resultado | Finalista             | Estádio da final                         |
| --------- | --------------------- | --------- | --------------------- | ---------------------------------------- |
| 1986      | Dnipro Dnipropetrovsk | 2 - 0     | Zenit Leningrado      | Stadionul Republican, Quixinau, Moldávia |
| 1987      | Spartak Moscovo       | 4 - 1     | Metalist Járkov       | Estádio Olímpico, Moscovo, Rússia        |
| 1988      | Kairat Almaty         | 4 - 1     | Neftchi Baku          | Stadionul Republican, Quixinau, Moldávia |
| 1989      | Dnipro Dnipropetrovsk | 2 - 1     | Dínamo de Minsk       | Estádio Meteor, Dnipropetrovsk, Ucrânia  |
| 1990      | Chornomorets Odessa   | 2 - 0     | Dnipro Dnipropetrovsk | Estádio Chernomorets, Odessa, Ucrânia    |

## Títulos por clube
| Clube                 | Vencedor | 2° | Anos Vencedor |
| --------------------- | -------- | -- | ------------- |
| Dnipro Dnipropetrovsk | 2        | 1  | 1986, 1989    |
| Kairat Almaty         | 1        | -  | 1988          |
| Spartak Moscovo       | 1        | -  | 1987          |
| Chornomorets Odessa   | 1        | -  | 1990          |
| Zenit Leningrado      | -        | 1  | ---           |
| Metalist Járkov       | -        | 1  | ---           |
| Neftchi Baku          | -        | 1  | ---           |
| Dínamo de Minsk       | -        | 1  | ---           |